# Fort Ussher
Fort Ussher è un forte situato presso Accra, nell'attuale Ghana. Venne costruito nel 1649 dagli olandesi col nome di Fort Crèvecœur, e si trovava ad un solo giorno di marcia da Elmina ad est di Accra su uno sperone roccioso a cavallo delle due lagune. È uno dei tre forti costruiti dagli europei nella regione durante la metà del XVII secolo assieme al Castello di Osu (Fort Christiansborg; danese, 1652) e a Jamestown, Ghana (Fort James; inglese, 1673). Fort Crèvecœur era parte del sistema difensivo della Costa d'Oro olandese. Il Trattato anglo-olandese della Costa d'Oro del 1867, definì le aree di influenza della Costa d'Oro, trasferendo il forte sotto il controllo britannico nel 1868.

## Storia
I negoziati da parte degli olandesi coi locali per la costruzione del forte ebbero inizio nel 1610, ma questi non ebbero successo in un primo momento. Fort Crèvecœur venne costruito nel 1642 come un semplice avamposto commerciale che andò allargandosi nel 1649 ad opera della Compagnia olandese delle Indie orientali. Venne chiamato Fort Crèvecœur in onore di 's-Hertogenbosch, nella Repubblica Olandese, che aveva svolto un ruolo cruciale nella guerra con un memorabile assedio. Uno dei rappresentanti olandesi, Henry Caerlof, seppe sviluppare buone relazioni con il dey di Fetu, che diede a Caerlof il permesso di costruire il castello di Osu nel 1652 per conto della Compagnia dell'Africa svedese.
Fort Crèvecœur e Fort James non erano politicamente né strategicamente rilevanti come il forte di Elmina o il castello di Cape Coast, costruiti 150 chilometri più a ovest, ma erano importanti a livello commerciale.
Alla fine del 1781 il capitano Thomas Shirley a bordo della fregata Leander, assieme allo sloop Alligator, salpò alla volta della Costa d'Oro olandese con un convoglio composto da diversi vascelli mercantili e trasporti. La Gran Bretagna era in guerra con la Repubblica Olandese e Shirley lanciò un attacco senza successo alla colonia il 17 febbraio, mirando all'avamposto di Elmina, attacco che gli olandesi respinsero dopo quattro giorni di combattimenti. La Leander  e Shirley si portarono quindi alla cattura dei forti olandesi di Mouri (Fort Nassau - 20 cannoni), Kormantine (Courmantyne o Fort Amsterdam - 32 cannoni), Apam (Fort Lijdzaamheid o Fort Patience - 22 cannoni), Senya Beraku (Berricoe, Berku, Fort Barracco o Fort Goede Hoop - 18 cannoni), e quello di Accra (Fort Crèvecœur - 32 cannoni). Shirley una volta conquistati riempì i forti col personale di stanza al castello di Cape Coast.
Fort Crèvecœur, che si trova a est dell'attuale porto, divenne noto sotto la colonizzazione inglese come Fort Ussher in onore dell'amministratore inglese della Costa d'Oro, Herbert Taylor Ussher.

## Il forte oggi

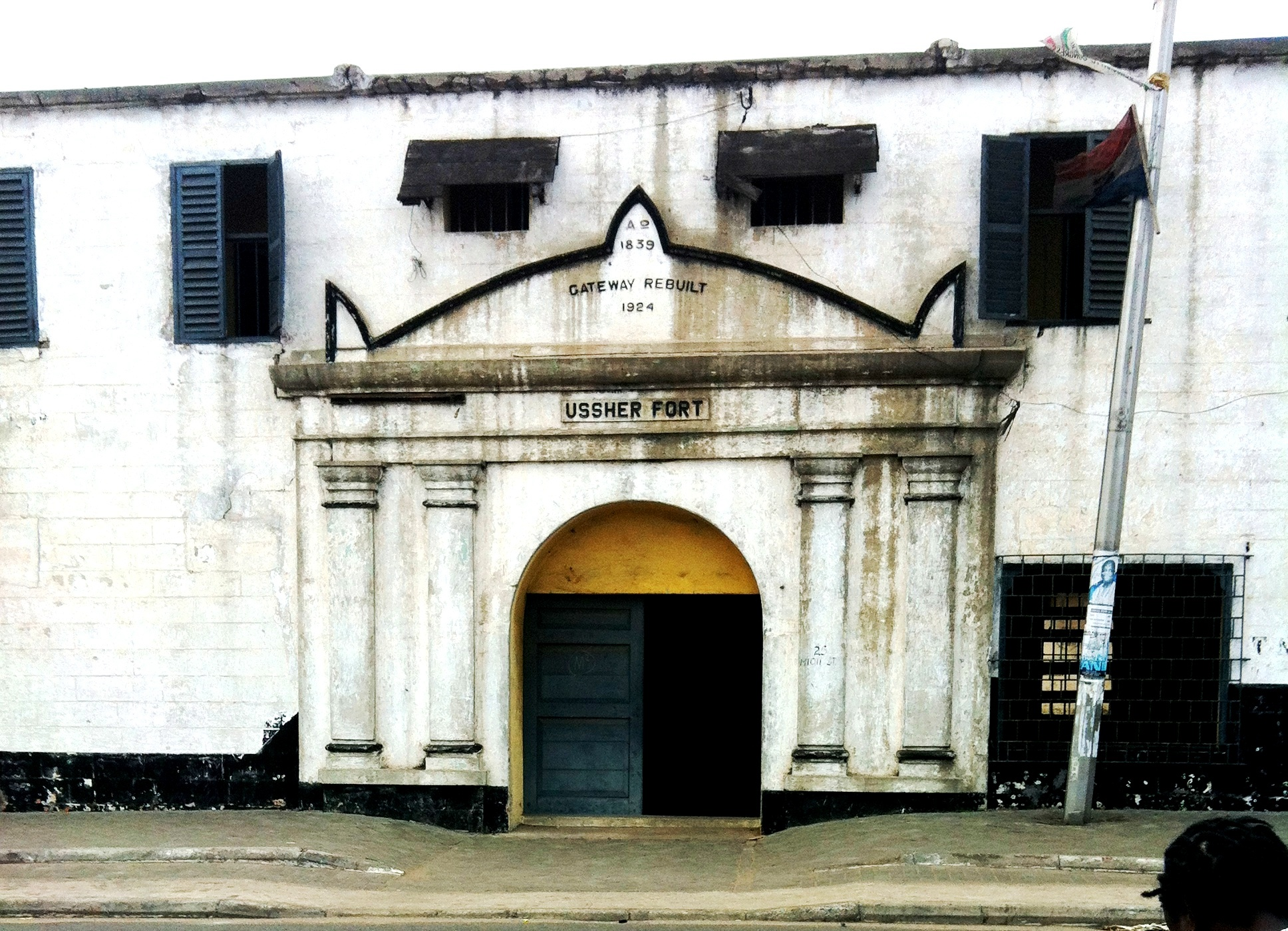
Fort Ussher oggi.

In tutto, gli europei costruirono 27 forti sulla costa dell'attuale Ghana. Gli olandesi catturarono due forti ai portoghesi, ma loro stessi ne costruirono altri nove. Gli inglesi ne costruirono 10, tutti prima del 1660. Attualmente, solo 11 di questi forti si trovano in buono stato. Il forte di Ussher è stato recentemente restaurato coi fondi della commissione europea e dell'UNESCO. È divenuto quindi sede di un museo e di un centro archivistico internazionale.